# Rhagodeca fuscichelis
Rhagodeca fuscichelis är en spindeldjursart som beskrevs av Roewer 1941. Rhagodeca fuscichelis ingår i släktet Rhagodeca och familjen Rhagodidae. Inga underarter finns listade i Catalogue of Life.